# Прекорбен
Прекорбе́н (фр. Précorbin) — колишній муніципалітет у Франції, у регіоні Нормандія, департамент Манш. Населення — 526 осіб (2011).
Муніципалітет був розташований на відстані близько 250 км на захід від Парижа, 45 км на захід від Кана, 10 км на схід від Сен-Ло.

## Історія
До 2015 року муніципалітет перебував у складі регіону Нижня Нормандія. Від 1 січня 2016 року належав до нового об'єднаного регіону Нормандія.
1 січня 2016 року Прекорбен, Нотр-Дам-д'Ель, Русевіль, Сен-Жан-де-Безан i Відувіль було об'єднано в новий муніципалітет Сен-Жан-д'Ель.

## Демографія
Динаміка населення (Insee ):
Розподіл населення за віком та статтю (2006):
| Стать | Всього | До 15 років | 15-24 | 25-44 | 45-64 | 65-85 | Понад 85 |
| --- | ------ | ----------- | ----- | ----- | ----- | ----- | -------- |
| Чоловіки | 262    | 56          | 32    | 79    | 52    | 39    | 4        |
| Жінки | 239    | 32          | 47    | 76    | 32    | 48    | 4        |
| \| Статево-вікова піраміда \| Статево-вікова піраміда \| Статево-вікова піраміда \| \| ----------------------- \| ----------------------- \| ----------------------- \| \| Чоловіки \| Вік \| Жінки \| \| 4 \| 85 + \| 4 \| \| 0 \| 80-84 \| 8 \| \| 0 \| 75-79 \| 4 \| \| 27 \| 70-74 \| 12 \| \| 12 \| 65-69 \| 24 \| \| 4 \| 60-64 \| 4 \| \| 12 \| 55-59 \| 8 \| \| 12 \| 50-54 \| 8 \| \| 24 \| 45-49 \| 12 \| \| 24 \| 40-44 \| 24 \| \| 16 \| 35-39 \| 12 \| \| 39 \| 30-34 \| 16 \| \| 0 \| 25-29 \| 24 \| \| 12 \| 20-24 \| 12 \| \| 20 \| 15-20 \| 35 \| \| 24 \| 10-14 \| 4 \| \| 16 \| 5-9 \| 8 \| \| 16 \| 0-4 \| 20 \| |        |             |       |       |       |       |          |
| Статево-вікова піраміда |        |             |       |       |       |       |          |
| Чоловіки | Вік    | Жінки       |       |       |       |       |          |
| 4 | 85 +   | 4           |       |       |       |       |          |
| 0 | 80-84  | 8           |       |       |       |       |          |
| 0 | 75-79  | 4           |       |       |       |       |          |
| 27 | 70-74  | 12          |       |       |       |       |          |
| 12 | 65-69  | 24          |       |       |       |       |          |
| 4 | 60-64  | 4           |       |       |       |       |          |
| 12 | 55-59  | 8           |       |       |       |       |          |
| 12 | 50-54  | 8           |       |       |       |       |          |
| 24 | 45-49  | 12          |       |       |       |       |          |
| 24 | 40-44  | 24          |       |       |       |       |          |
| 16 | 35-39  | 12          |       |       |       |       |          |
| 39 | 30-34  | 16          |       |       |       |       |          |
| 0 | 25-29  | 24          |       |       |       |       |          |
| 12 | 20-24  | 12          |       |       |       |       |          |
| 20 | 15-20  | 35          |       |       |       |       |          |
| 24 | 10-14  | 4           |       |       |       |       |          |
| 16 | 5-9    | 8           |       |       |       |       |          |
| 16 | 0-4    | 20          |       |       |       |       |          |

## Економіка
2010 року серед 325 осіб працездатного віку (15—64 років) 253 були активними, 72 — неактивними (показник активності 77,8%, у 1999 році було 70,1%). З 253 активних мешканців працювала 241 особа (138 чоловіків та 103 жінки), безробітними було 12 (9 чоловіків та 3 жінки). Серед 72 неактивних 23 особи були учнями чи студентами, 32 — пенсіонерами, 17 були неактивними з інших причин.

У 2010 році в муніципалітеті числилось 210 оподаткованих домогосподарств, у яких проживали 531,0 особи, медіана доходів виносила 17 403 євро на одного особоспоживача